# Подстолиці (Ходзезький повіт)
Подстолиці (пол. Podstolice, нім. Unterwalden) — село в Польщі, у гміні Будзинь Ходзезького повіту Великопольського воєводства.
Населення — 303 особи (2011).
У 1975-1998 роках село належало до Пільського воєводства.

## Демографія
Демографічна структура станом на 31 березня 2011 року:
|          | Загалом | Допрацездатний вік | Працездатний вік | Постпрацездатний вік |
| -------- | ------- | ------------------ | ---------------- | -------------------- |
| Чоловіки | 159     | 32                 | 112              | 15                   |
| Жінки    | 144     | 27                 | 88               | 29                   |
| Разом    | 303     | 59                 | 200              | 44                   |